# Liste der Monuments historiques in Cambrai
Die Liste der Monuments historiques in Cambrai führt die Monuments historiques in der französischen Stadt Cambrai auf.

## Liste der Bauwerke
| Bezeichnung                                                          | Beschreibung | Standort                         | Kennzeichnung | Schutzstatus   | Datum     | Bild           |
| -------------------------------------------------------------------- | ------------ | -------------------------------- | ------------- | -------------- | --------- | -------------- |
| Porte Saint-Ladre                                                    |              | (Lage)                           | PA00107414    | Inscrit        | 1931      |                |
| Tour des Arquets                                                     |              | (Lage)                           | PA00107415    | Classé         | 1942      | weitere Bilder |
| Kapelle                                                              |              | 8, rue Vaucelette (Lage)         | PA59000106    | Inscrit        | 2004      | weitere Bilder |
| Porte de Paris                                                       |              | (Lage)                           | PA00107413    | Classé         | 1942      | weitere Bilder |
| Cercle philosophique et culturel Thémis                              |              | 1, rue petite Vanderburch (Lage) | PA00107396    | Inscrit        | 1986      |                |
| Tour Saint-Martin                                                    |              | (Lage)                           | PA00107416    | Inscrit        | 1965      | weitere Bilder |
| Kathedrale Notre-Dame de Grâce                                       |              | (Lage)                           | PA00107395    | Classé         | 1906      | weitere Bilder |
| Ehemaliges Krankenhaus Saint-Julien                                  |              | Place Salvador-Allende (Lage)    | PA00107403    | Inscrit        | 1984      | weitere Bilder |
| Schloss Ranette                                                      |              | Digue du canal (Lage)            | PA00107397    | Inscrit        | 1964      | weitere Bilder |
| Porte Notre-Dame                                                     |              | (Lage)                           | PA00107412    | Classé         | 1914      | weitere Bilder |
| Schloss Selles                                                       |              | (Lage)                           | PA00107398    | Classé         | 1981      | weitere Bilder |
| Kirche Saint-Géry                                                    |              | (Lage)                           | PA00107402    | Classé         | 1919      | weitere Bilder |
| Bischofspalast                                                       |              | (Lage)                           | PA00107411    | Classé         | 1921      | weitere Bilder |
| Zitadelle                                                            |              | (Lage)                           | PA00107399    | Classé         | 1932      | weitere Bilder |
| Maison espagnole (Spanisches Haus)                                   |              | 48, 48bis Noyon (Lage)           | PA00107409    | Classé         | 1920      | weitere Bilder |
| Tour du Caudron                                                      |              | Boulevard Jean-Bart (Lage)       | PA59000005    | Inscrit        | 1997      | weitere Bilder |
| Ehemaliges Kloster der Récollets                                     |              | Rue Jean-Chollet (Lage)          | PA00107401    | Inscrit        | 1943      | weitere Bilder |
| Hôtel de Simencourt                                                  |              | 17, rue Sadi-Carnot (Lage)       | PA00107405    | Classé         | 1922      |                |
| Beginenhaus Saint-Vaast und Saint-Nicolas                            |              | 22, 24 rue des Anglaises (Lage)  | PA00107394    | Classé         | 1949      | weitere Bilder |
| Ehemaliges Jesuitenkolleg                                            |              | Rue de l’Ancien-Séminaire (Lage) | PA00107400    | Inscrit Classé | 1927 1920 | weitere Bilder |
| Beginenhaus Notre-Dame                                               |              | 27, rue des Capucins (Lage)      | PA00107393    | Inscrit        | 1984      | weitere Bilder |
| Maison du bailli de Marcoing                                         |              | 2, place Fénelon (Lage)          | PA00107406    | Inscrit        | 1931      | weitere Bilder |
| Hôtel consulaire de la Chambre de Commerce et d’Industrie de Cambrai |              | 5, place de la République (Lage) | PA59000125    | Inscrit        | 2009      |                |
| Zwei Menhire                                                         |              | Rue des Pierres-Jumelles (Lage)  | PA00107410    | Classé         | 1889      |                |
| Tour Saint-Fiacre                                                    |              | Boulevard de la Liberté (Lage)   | PA59000006    | Inscrit        | 1997      | weitere Bilder |
| Hôtel Leroi de Ville                                                 |              | 12, place du Marché (Lage)       | PA00107404    | Inscrit        | 1984      |                |
| Haus                                                                 |              | 10, place du Marché (Lage)       | PA00107408    | Inscrit        | 1932      | weitere Bilder |
| Haus                                                                 |              | 8, place du Marché (Lage)        | PA00107407    | Inscrit Classé | 1946 1947 |                |

## Liste der Objekte

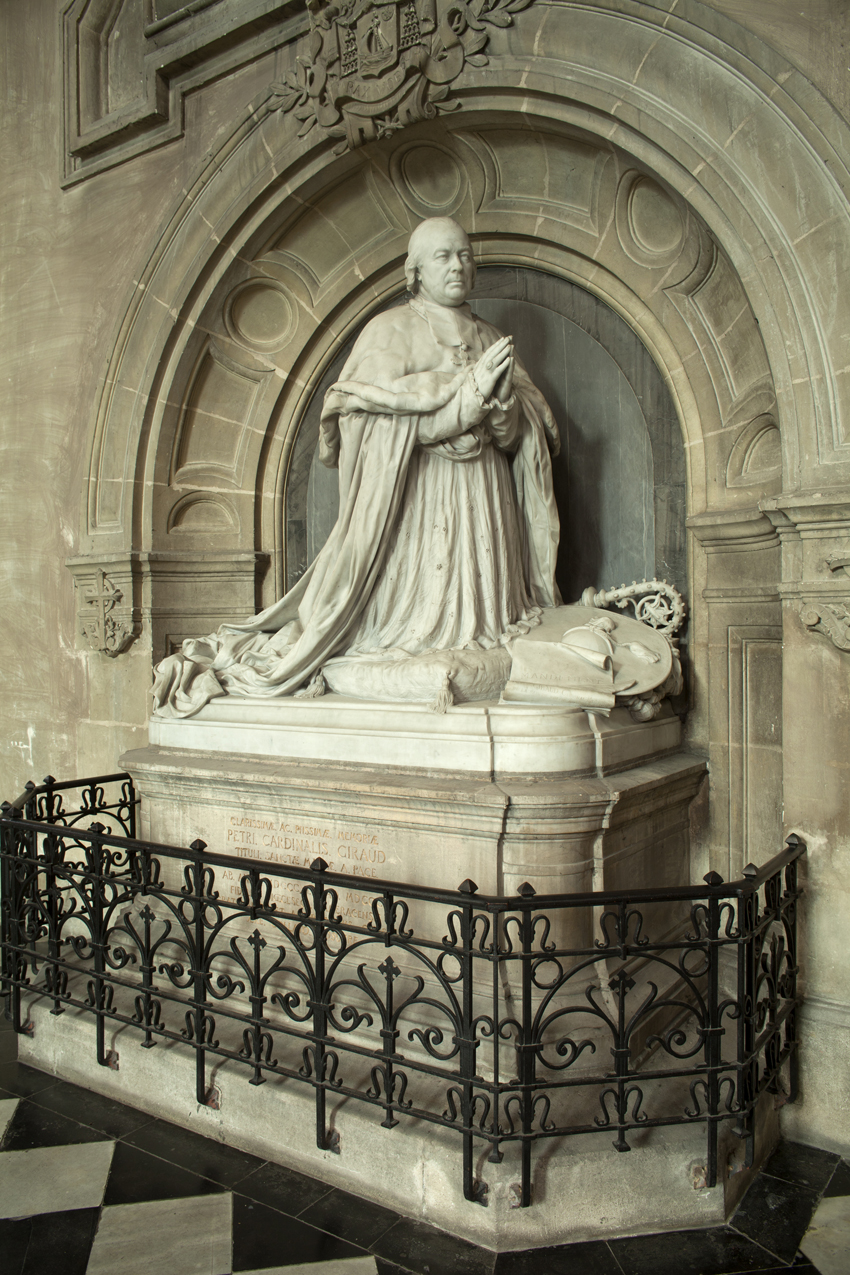
Grabmonument für den Kardinal Pierre Giraud in der Kathedrale von Cambrai (19. Jahrhundert)

- Monuments historiques (Objekte) in Cambrai in der Base Palissy des französischen Kultusministeriums